# Myctophum phengodes
Myctophum phengodes és una espècie de peix de la família dels mictòfids i de l'ordre dels mictofiformes.

## Morfologia
- Els mascles poden assolir 9,3 cm de longitud total.[4][5]

## Reproducció
Assoleix la maduresa sexual en arribar als 7,4 cm de llargària.

## Depredadors
A les Filipines és depredat per Stenella longirostris.

## Hàbitat
És un peix marí i d'aigües profundes.

## Distribució geogràfica
Es troba a l'Atlàntic, l'Índic i el Pacífic.